# 최명성
최명성(1982년 1월 4일 ~ )은 대한민국의 축구 선수이며 포지션은 미드필더이다. 현재 대한민국 내셔널리그 부산교통공사의 코치로 활약하고 있으며, 선수시절 데뷔 이후 한번도 팀을 옮겨본적이 없는 창원시청 축구단의 원클럽맨이다.